# Лахонин, Юрий Александрович
Юрий Александрович Лахонин (род. 4 июня 1960 года) — заслуженный мастер спорта СССР (хоккей с мячом, 1991), чемпион мира 1991 года.

## Карьера
Ю. А. Лахонин начал играть в хоккей с мячом в родном Красноярске. В качестве игрока главной команды вышел в 17-летнем возрасте. До 1992 года выступал за «Енисей», став 11-кратным чемпионом СССР.
В 1992—1997 годах выступал в шведском чемпионате.
Чемпионом России становился трижды уже в составе архангельского «Водника».

## Тренерская карьера
С 2000 года на тренерской работе. В 2000—2002 годах работал главным тренером иркутской «Сибсканы». С 2002 года работал в тренерском корпусе архангельского «Водника», с которым дважды становился чемпионом страны.
В 2003 году возглавил шведский «Больнес».
В 2002 году был назначен главным тренером второй сборной России, которая стала обладателем серебряных медалей международного турнира на призы правительства России.
В 2004—2006 годах работал в Хабаровске в качестве второго тренера «СКА-Нефтяника».
С 2006 года работал в тренерском штабе «Енисея».
Но в 2008 году был приглашён в «СКА-Нефтяник» в качестве главного тренера, где проработал до января 2010 года.

## Достижения
— Чемпион мира — 1991 

 — Вице-чемпион мира — 1981, 1983, 1993 

 — Победитель турнира на призы газеты «Советская Россия» — 1982, 1984 

 — Серебряный призёр турнира на призы Правительства РФ — 1992
 — Обладатель Кубка европейских чемпионов — 1980, 1983, 1986, 1987, 1988, 1989 

 — Обладатель Кубка мира — 1982, 1984 

 — Обладатель Суперкубка — 1984
 — Чемпион СССР — 1980, 1981, 1982, 1983, 1984, 1985, 1986, 1987, 1988, 1989, 1991 

 — Вице-чемпион СССР — 1990 

 — Бронзовый призёр чемпионата СССР — 1978
 — Чемпион России — 1998, 1999, 2000 

 — Обладатель Кубка России — 1992, 2000
Включался в список 22 игроков сезона — 1981, 1982, 1983, 1984, 1985, 1986, 1987, 1991, 1992, 1998 

Признавался лучшим полузащитником сезона — 1998